# Nowe Kotkowice-Chudoba
Nowe Kotkowice-Chudoba est une localité polonaise du gmina de Głogówek, située dans le powiat de Prudnik (voïvodie d'Opole).